# Барре, Паскаль
Паскаль Барре (фр. Pascal Barré; род. 12 апреля 1959, Уй) — французский спринтер, бронзовый призёр летних Олимпийских игр 1980 года в Москве.

## Карьера
В 1977 году в Донецке на чемпионате Европы среди юниоров Барре стал чемпионом Европы в эстафете 4×100 метров и бронзовым призёром в беге на 200 метров. На Олимпиаде в Москве Барре должен был выступать в беге на 200 метров и эстафете 4×100 метров. В первой дисциплине Барре не выступил, а во второй в составе сборной Франции, за которую кроме Паскаля Барре выступали Патрик Барре, Антуан Ришар и Эрман Панзо, стал бронзовым призёром в эстафете 4×100 метров.

## Семья
Брат-близнец Патрик Барре также был известным спринтером, бронзовым призёром Олимпиады в Москве.